# Fédération des Jeunesses musicales Wallonie-Bruxelles
Pour les articles homonymes, voir Jeunesses musicales.
La Fédération des Jeunesses Musicales Wallonie-Bruxelles a été créée le 17 octobre 1940, en Belgique.
Les Jeunesses Musicales (JM) veillent depuis plus de 80 ans, par le biais de la musique, à offrir aux jeunes l’opportunité de s’ouvrir au monde, d’oser la culture et de s'inscrire dans le mouvement citoyen. Les invitant à rencontrer des artistes et des œuvres de qualité, à enrichir leurs connaissances culturelles et musicales et à pratiquer la musique.
Sur le terrain, cela se traduit par l'organisation de concerts scolaires et publics, d'ateliers et de stages musicaux tout au long de l'année en Wallonie et à Bruxelles.
Chaque année, c'est plus d'une cinquantaine de projets musicaux qui sont méticuleusement sélectionnés pour tourner dans les écoles. Tous les styles musicaux y sont représentés.

## Histoire
C’est le 17 octobre 1940, à l’occasion du 1er «Concert pour la Jeunesse», donné par l’Orchestre National de Belgique au Palais des Beaux-Arts de Bruxelles, que Marcel Cuvelier, alors Directeur de la Société Philharmonique de Bruxelles, crée les Jeunesses Musicales.
A cette époque, la Belgique subit l’occupation. Aussi a-t-il pour ambition de « soustraire la jeunesse aux entreprises insidieuses de l’occupant et de l’aider à se maintenir dans un état de grâce et d’espérance ».
L’objectif de Marcel Cuvelier est tout d’abord d’intéresser les jeunes à la musique et de former leur goût à la culture musicale en leur permettant d’assister à des concerts symphoniques à un prix accessible. Il est aussi de soustraire ces mêmes jeunes à l’emprise de la propagande nazie qui, depuis le 10 mai 1940, propose à la jeunesse belge l’exemple de la «jugendbewegungen».
A la fin de l’année 1940, ce sont quelque 2.000 jeunes spectateurs qui ont ainsi pu participer aux premières activités des Jeunesses Musicales.
Aujourd'hui, les Jeunesses Musicales sont présentes dans 64 pays et reconnues par l'UNESCO comme le mouvement consacré à l’initiation musicale des enfants et des jeunes le plus important au monde.
En 2015, les Jeunesses Musicales ont fêté leur 75e anniversaire et, à cette occasion, se sont vu accorder le titre de Société Royale.
Fidèle à la mission originale d’« initier tous les enfants et tous les jeunes à toutes les musiques », avec une attention particulière aux publics en difficulté et aux musiques les plus difficiles d’accès, la Fédération des Jeunesses Musicales Wallonie-Bruxelles œuvre à l’ouverture des jeunes à la musique dans un esprit d’échange, de partage et d’épanouissement.

## Missions
- Diffuser, principalement parmi la jeunesse, la culture musicale et les arts en général, en faisant la plus large place possible à l’initiative et à l’expression des jeunes eux-mêmes;
- Stimuler leur intérêt pour les différents genres musicaux et les différents moyens d’expression;
- Œuvrer pour que l’accès à la musique soit reconnu comme un droit de l’homme.
- En dehors de toute discrimination raciale, politique, sociale, linguistique, religieuse et/ou philosophique, dans le respect du code éthique et de communication adopté par le réseau des Jeunesses Musicales International.

Pour atteindre ces objectifs, la Fédération des Jeunesses Musicales, à travers les équipes professionnelles de ces 8 centres régionaux de Wallonie et de Bruxelles, met en œuvre des moyens aussi nombreux que variés et cultivent les partenariats publics et privés : concerts scolaires et publics, ateliers d’éveil musical, stages durant les vacances scolaires, formations, publications de supports pédagogiques, projets particuliers, festivals, grands événements…

## Projets nationaux et internationaux
Les Jeunesses Musicales initient de nombreux projets sur le territoire belge francophone et sont partie prenant de projets internationaux, notamment initiés par les Jeunesses Musicales International.
- Imagine Music Experience est un programme musical international qui s'adresse aux jeunes musicien.ne.s entre 13 et 21 ans et qui se déroule dans 8 pays répartis sur 3 continents. Des scènes et des séances de coaching dispensées par des professionnel.le.s de l'industrie de la musique leur sont offertes au cours desquelles ils rencontrent d’autres jeunes talents d’ici et d’ailleurs et qui évoluent dans différents styles musicaux.
- L'Orchestre à la Portée des Enfants aborde les chefs-d’œuvre de la littérature et de la musique mis en scène pour les plus petits (dès 5 ans) ! Des histoires passionnantes et éternelles à faire découvrir à vos (petits-)enfants. En coproduction avec l'Orchestre Philharmonique Royal de Liège et les Jeunesses Musicales de Liège et de Bruxelles.
- Ma Voix, Mes Droits est un événement créé chaque année par la Fédération des Jeunesses Musicales Wallonie-Bruxelles pour célébrer la Journée Internationale des Droits de l’Enfant instaurée par les Nations-Unies. Plus de 400 enfants explorent leurs droits, débattent et travaillent collectivement à l’écriture d’une chanson qu’ils interpréteront le jour J sur la scène du Delta à Namur en présence d’un musicien, parrain de l’événement.
- Le Gaume Jazz Festival est un événement estival singulier dans un environnement exceptionnel (Le Parc de Rossignol). Durant 3 jours (12, 13, 14 août 2022), plus de 20 concerts aux styles contrastés se succèdent sur 5 scènes afin de goûter aux multiples saveurs du jazz : des grands noms du jazz européen aux pépites émergentes, en passant par des créations et des concerts inédits.
- Les Nuits de Septembre Fort d’une histoire entamée en 1957, le festival Les Nuits de Septembre (Liège) s’est imposé dans le paysage belge comme un événement incontournable en Belgique. Fondamentalement centrées sur la musique ancienne, les Nuits de Septembre privilégient aussi des expériences originales mêlant chefs- d’œuvre du passé, musiques du monde et créations contemporaines avec des ensembles internationaux.
- Le Kaléidoscope de la Guitare est né en 1991 de l’envie de susciter une rencontre entre jeunes musiciens et professionnels, et de faire découvrir les multiples facettes de cet instrument. Soucieux d’une programmation de qualité, de la diversité des genres musicaux et de la présence de personnalités artistiques, ce festival est devenu un événement incontournable du Brabant Wallon et de bien plus loin. Rendez-vous à Rixensart le 3ème weekend de novembre 2022 pour la 32ème édition.
- Wégimont Festival est le festival musical pour toute la famille dès 3 ans. Un événement festif et culturel dans un cadre idéal, le domaine provincial de Wégimont.